# Lepidonia salvinae
Lepidonia salvinae là một loài thực vật có hoa trong họ Cúc. Loài này được (Hemsl.) H.Rob. & V.A.Funk mô tả khoa học đầu tiên năm 1987.